# طلقة مني

### صفحة المستخدم - ملخص
مرحبًا! أنا متحمس للمساهمة في ويكيبيديا، خاصة في مواضيع الألعاب اللوحية وألعاب الاستراتيجية. مؤخرًا، قمت بتوسيع مقال جاكارو (Jakaro)، وهي لعبة لوحية شهيرة في العالم العربي.

### مساهماتي الرئيسية:
- توسيع خلفية اللعبة وشعبيتها، مع التركيز على مزيجها بين الاستراتيجية والحظ.
- توضيح القوانين وآلية اللعب، بما في ذلك استخدام الأوراق لتحريك الأحجار (مصاقيل جاكارو).
- إضافة نصائح استراتيجية وقواعد اللعبة الخاصة مثل الشيخ (الملك) و الآص (A).
- إدراج الكلمات المفتاحية لتحسين الوصول إلى المقال وزيادة وضوحه.
- تسليط الضوء على مرونة اللعبة مع قواعد منزلية وتعديلات مختلفة.

أسعى دائمًا لإنتاج محتوى واضح ومنظم ومفيد. لا تتردد في التواصل معي عبر صفحة النقاش إذا كان لديك أي اقتراحات أو أسئلة!
طلقة مني (بالإنجليزية: Cum shot)‏ هو سلوك جنسي يتمثل في قذف المني على شخص أخر،عادة تظهر في الأفلام الأباحية في المشهد الختامي.